# 夏威夷双柔鱼
夏威夷雙柔魚（学名：Nototodarus hawaiiensis），又名夏威夷魷魚，为柔魚科雙柔魚屬下的一个物种。分布于中途岛、夏威夷群岛海域，包括南海等海域，生活环境为海水，一般生活于大洋暖水区以及200米下。其生存的海拔范围为-570至-100米。该物种的模式产地在夏威夷群岛、463-515米。